# اس‌اس وینیفرد (۱۹۰۱)
اس‌اس وینیفرد (۱۹۰۱) (به انگلیسی: SS Winifred (1901)) یک کشتی بود که طول آن ۱۸۹ فوت (۵۸ متر) بود. این کشتی در سال ۱۹۰۱ ساخته شد.